# Süddeutscher Rundfunk
La Süddeutscher Rundfunk (SDR in sigla) è stata dal 1949 al 1998 l'emittente radiotelevisiva pubblica del Baden-Württemberg settentrionale, più precisamente per il bacino corrispondente al territorio di quello che fino al 1952 è stato il Land del Württemberg-Baden.
La SDR era un ente pubblico con sede principale a Stoccarda ed è stato tra i membri fondatori della ARD. Gli studi avevano sede a Mannheim, Karlsruhe, Heilbronn, Heidelberg e Ulm, oltre che nella capitale Bonn. Dal 1º ottobre 1998 la Süddeutsche Rundfunk si fuse con la Südwestfunk (SWF) per dar vita alla nuova Südwestrundfunk (SWR).